# Las amazonas (1985)
Las amazonas é uma telenovela venezuelana exibida em 1985 pela Venevisión.
Foi protagonizada por Hilda Carrero e Eduardo Serrano e antagonizada por Miriam Ochoa.

## Sinopse
Amazonas é o nome de um haras, cujo proprietário é Emiro Lizárraga. Ele é um homem ambicioso, de caráter reto e muito soberbo. Começou ganhando dinheiro vendendo queijos no Valle de la Pascua. Emiro acaba de se casar com Elvira, sua secretaria, uma jovem interesseira, calculista e sobre tudo, cheia de cobiça. Emiro tem três filhas: Isabel, Carolina e Eloísa. Das três, a que mais se parece com ele é Isabel, a mais velha. Uma mulher apaixonada, indomável e dona de um forte e dominante caráter. Não se dá bem com Elvira. Isabel mantém relações amorosas com um preparador de cavalos de Iscarel, Carmelo, um jovem que deseja satisfazer a Isabel como seja e que lutará contra Rodrigo, jovem veterinário, que se apaixona por Isabel; ela, por sua vez, se sentirá atraída por ele, mas reprimirá sempre seus sentimentos. Rodrigo é divorciado e tem duas filhas. Por sua parte, Carolina é todo o contrario de Isabel, uma mulher de caráter doce, mas bem dócil. No entanto, sua personalidade começará a mudar quando encontrar o verdadeiro amor. De momento tiene un noivo, Fernando. Entre tanto, Eloísa é a mais liberal das três. Graduada em Comunicação Social, viveu e estudou nos Estados Unidos. Toma e deixa os homens quando lhe convém. Também tem um namorado, Roberto. No haras Amazonas trabalha um jovem, Darío, que sonha chegar a ser o melhor dos jockeys. Está apaixonado por Eloísa e está disposto a conquistar seu coração. As três belas filhas de Emiro Lizarraga foram cuidadas por uma mulher sacrificada e de caráter muito doce, Inés. Ela será o apoio moral de todas elas. Amazonas será uma luta constante entre o triunfo, o poder e a paixão.

## Elenco
- Hilda Carrero - Isabel Lizárraga Aranguren
- Eduardo Serrano - Rodrigo  Izaguirre Campos"
- Miriam Ochoa - Elvira  Castillas De Lizárraga
- Corina Azopardo - Paulina Lizarraga Aranguren
- Alba Roversi - Elena Lizarraga Aranguren
- Jose Oliva - Emiro Lizarraga Sorté
- Tony Rodriguez - Darío Landa.
- Eva Blanco - Inés Vallejo Rubio
- Laura Términi - Lalita Izaguirre.
- Manuel Escolano - Carmelo Fábrega.
- Julio Alcázar - Francisco Urdaneta.
- Fernando Flores - Pascual Torres Mendoza.
- Henry Galué Inspector Lander
- Jenny Galván
- Blas F. Giménez
- Belkis Granda
- Luis Malave
- Gerardo Marrero - Dimas Peña.
- Pedro Marthán - Oscar Alvarado.
- Jeannette Lehr - Ágatha.
- Juan Manuel Montesinos - Raul Moretti.
- Flor Núñez - Consuelo.
- Emilia Rojas - Irama.
- Chumico Romero
- Renée de Pallas - doña Delia.
- Luis A. Romero - Napo.
- Betty Ruth - Ramona.
- Santy - Fernando.
- Magaly Urbina - Tibisay.
- Jimmy Verdum - Rocky.
- Chela D'Gar - Trina.
- Ernesto Balzi - Roberto.
- Esther Orjuela - Esperanza Moreno.
- Mariela Capriles - Amelia, la amiga de Isabel.
- Angelica Arenas - Jeanette Ibarra.
- Enrique Alzugaray - Anselmo Moron.
- Jose L. Vargas - Varguitas.
- Alexandra Rodriguez - Jimena.
- Hermelinda Alvarado - Sra.Cheragusia.
- German Regalado Veloz
- Nestor Alvarez
- Baby Bell
- Koke Corona - Otto.
- Ofelia del Rosal
- Alexis Escamez - Pedro.
- Igor Reveron - Eufracio.
- Sixto Blanco - Inspetor Ochoa.